# Bomaanslag in Bodhgaya op 7 juli 2013
Op zondag 7 juli 2013 vonden er verscheidene kleine bomaanslagen plaats in en rond de Mahabodhitempel, die op de Unesco-Werelderfgoedlijst staat, in Bodhgaya, in de Indiase deelstaat Bihar. De plaats is een van de voornaamste heilige oorden van het boeddhisme. Bij de explosies raakten vijf personen gewond, waaronder twee monniken (uit Myanmar en Tibet). Alleen enkele moderne constructies werden beschadigd, het tempelcomplex en de bodhiboom, een heilige boom waaronder Boeddha de verlichting bereikte, niet.

## Explosies
Vroeg in de ochtend waren er verschillende kleine ontploffingen in en rond de Mahabodhitempel tussen 5 u 30 en 6 uur plaatselijke tijd. Vier daarvan gebeurden binnen het tempelcomplex. De gebruikte bommen waren tijdbommen met een beperkte kracht.
- De eerste ontploffing gebeurde om 5 u 40 plaatselijke tijd, tijdens het gebed dat om 5 u 30 gestart was. Het is bij deze eerste ontploffing dat de twee monniken gewond raakten.
- De tweede bom ontplofte twee minuten later aan de oostzijde van de tempel, bij de Animesh Lochna-tempel.
- De derde bomexplosie gebeurde aan de zuidzijde van het tempelcomplex. Een ambulance die daar geparkeerd stond, raakte daarbij beschadigd.
- De vierde ontploffing gebeurde aan de noordzijde in een klein schrijn.

Vijf bommen ontploften in de stad. Deze maakten geen slachtoffers en veroorzaakten weinig schade aan gebouwen.
- Een lichte bom ontplofte aan het 24 meter hoge Boeddhabeeld.
- Een andere bom explodeerde bij een geparkeerde bus.
- Drie bommen ontploften bij het Tergarklooster.

Er werden nog twee explosieve ladingen gevonden, bij het 24 meter hoge Boeddhabeeld en het Tergarklooster. Deze werden onschadelijk gemaakt. In de namiddag werd nog een derde bom gevonden bij het Royal Residence Hotel in het dorpje Baiju Bigaha, op vier kilometer van het tempelcomplex. Op de niet-ontplofte bommen werden merktekens in het Urdu aangetroffen. Naar verluidt werden ook instructies in het Urdu teruggevonden en een bericht dat stelde dat de aanslag werd gepleegd ter vergelding van wat zich had afgespeeld in Irak.
De gewonden werden overgebracht naar de stad Gaya. Dat er zo weinig gewonden zijn, is te wijten aan het feit dat er op zondag weinig bezoekers zijn in het heiligdom en dat er in het Tergarklooster geen lessen zijn.
Op 8 juli maakte Sushilkumar Shinde, de minister van Binnenlandse Zaken, bekend dat er tien ontploffingen waren geweest, en geen negen. Ondanks de aanslag was de tempel de dag erna alweer open voor gelovigen.

## Eerdere waarschuwingen
De politie van Bihar had al eenmaal in 2012 en tweemaal in 2013 waarschuwingen ontvangen met betrekking tot aanslagen. Op 2 juli 2013 had de Indiase geheime dienst informatie gegeven over twee verdachten die naar Bihar waren gereisd om in Bodh Gaya een aanslag te plegen. Op basis hiervan werd op 3 juli 2013 een vergadering georganiseerd over een betere beveiliging van de tempel.
In oktober 2012 had de politie van Delhi vier terroristen van de Indische moedjahedien gearresteerd die verantwoordelijk waren voor een reeks bomaanslagen in Poona op 1 augustus 2012. Na verhoor gaven deze toe dat zij ook plannen hadden om de tempel in Bodhgaya aan te vallen en de leiders van de moedjahedien hiervoor de toestemming hadden gegeven in juli 2012. De plannen hiervoor waren echter uitgesteld om de aanslag in Poona te plegen.
In april 2013 bracht het NIA, het National Investigation Agency, een lijst uit met 12 terroristen, waaronder Amir Reza Khan (ook bekend als Parvez, Rizwan en Muttaki), die in Gaya woonde en er geboren is. Reza, die verantwoordelijk is voor aanslagen in Bangalore en Haiderabad, zou belangrijke informatie over de tempel hebben geleverd.
Er waren echter al veel eerder aanwijzingen van een mogelijke aanslag. Bij de ondervraging in 2010 van David Headley, een van de daders van de aanslagen in Mumbai op 26 november 2008, beweerde deze dat de Lashkar-e-Taiba een video hadden gemaakt over het tempelcomplex en dat zij van plan waren er aanslagen te plegen.

## Onderzoek
Op 8 juli gaf de politie de camerabeelden van de ontploffingen vrij. Daarop waren twee mannen te zien die explosieven plaatsten. Zij werden geïdentificeerd als Sahidur Rehman and Saifur Rehman, twee broers die respectievelijk in Schotland en Saoedi-Arabië wonen en waarschijnlijk deel uitmaken van de Indiase moedjahedien.
Daarnaast arresteerde de politie van Bihar ook een zekere Vinod Mistry, een man wiens identiteitskaart op de plaats van de aanslagen was gevonden. Hij beweerde echter dat hij zijn kaart enkele dagen eerder had verloren. De man werd op 10 juli bij gebrek aan bewijs vrijgelaten.
Na analyse werd vastgesteld dat de bommen gelijkenissen vertoonden met die gebruikt bij aanslagen in Jaipur, Poona en Ahmedabad.
Er zijn meerdere pistes over de vraag wie achter de aanslag zit. De politie en de media vernoemden meerdere mogelijkheden. Eén mogelijkheid was dat de aanslag een wraakactie is voor de vervolging van moslimminderheden in het overwegend boeddhistische Myanmar. Daarnaast werd ook gedacht aan Al Qaida, die mogelijk hulp zou kunnen geboden hebben aan Jamatal Tahawid Jihad, een groepering uit Myanmar. Een derde mogelijke dader was de Indiase moedjahedien.

## Reacties
- De Indiase premier Manmohan Singh zei dat aanslagen tegen heilige plaatsen nooit geduld zouden worden,[4] en veroordeelde de aanslagen samen met president Pranab Mukherjee.[16]
- De regering van Myanmar en oppositieleidster Aung San Suu Kyi gaven uiting aan hun ongenoegen. De Myanmarese leiders veroordeelden de aanslagen en eisten verhoogde veiligheidsmaatregelen.[17]
- Bepaalde media bekritiseerden de laksheid van de beveiliging en de inefficiëntie van het veiligheidssysteem, zowel op operationeel niveau als op het niveau van het beheer. De metaaldetectoren bij het complex waren bijvoorbeeld niet gekalibreerd, waardoor zij nutteloos waren bij het opsporen van explosieven.[10] Volgens rapporten waren er slechts vier bewakers van dienst op het moment van de ontploffingen. Na de verschillende waarschuwingen over mogelijke aanslagen had het tempelcomplex zelf een privébewakingsfirma ingeschakeld, maar de politie van Bihar had geen maatregelen getroffen om de site meer te beveiligen.[11]